# Xã Nevada, Quận Livingston, Illinois
Xã Nevada (tiếng Anh: Nevada Township) là một xã thuộc quận Livingston, tiểu bang Illinois, Hoa Kỳ. Năm 2010, dân số của xã này là 1.335 người.